# Alliance for Audited Media
A Alliance for Audited Media (AAM) é uma organização do setor sem fins lucrativos da América do Norte, fundada em 1914 pela Associação de Anunciantes Nacionais para ajudar a garantir a transparência e a confiança da mídia entre anunciantes e empresas de mídia. Originalmente conhecido como Audit Bureau of Circulations (ABC), hoje o AAM é uma fonte de certificações verificadas de plataformas de tecnologia e informação de mídia, fornecendo padrões, serviços de auditoria e dados para as indústrias de publicidade e publicação. É uma das mais de três dezenas dessas organizações que operam em todo o mundo, afiliada à Federação Internacional de Serviços de Auditoria de Circulações (IFABC). 
A AAM verifica independentemente a circulação impressa e digital, aplicativos móveis, análise de sites, mídias sociais, plataformas de tecnologia e informações de audiência de jornais, revistas e empresas de mídia digital nos EUA e Canadá. No espaço da publicidade digital, a AAM é fornecedora de auditorias de certificação de tecnologia para os padrões do setor estabelecidos pelo Interactive Advertising Bureau, Media Rating Council, Trustworthy Accountability Group e Mobile Marketing Association. 

## História
Na virada do século XX, a Associação de Anunciantes Nacionais (ANA) observou uma necessidade do mercado por figuras de circulação autenticadas e verificáveis de editores impressos. Como resultado, em 1914, anunciantes, agências de publicidade e editores nos EUA e no Canadá se uniram para formar o primeiro Departamento de Circulação de Contas a trazer confiança e responsabilidade ao mercado de mídia impressa. 
Quase um século depois, a necessidade de confiança e prestação de contas permanece inalterada, embora o formato em que a mídia é entregue tenha evoluído significativamente. Com a expansão das plataformas de mídia digital, os compradores de mídia buscam uma solução para um mercado caótico e desejam cada vez mais métricas confiáveis entre canais. Em 15 de novembro de 2012, a ABC na América do Norte renomeou sua organização como Aliança para Mídia Auditada para refletir o novo ambiente de mídia e os modelos de negócios em evolução de seus membros.

## Governança
A AAM é governada por um conselho de administração tripartido composto por líderes em publicação, marketing e publicidade dos EUA e Canadá. Juntamente com uma extensa rede de comitês, o conselho da AAM define os padrões pelos quais as mídias impressa e digital são medidas e relatadas. Os dados auditados da AAM são confiados pelos profissionais de marketing e agências de publicidade para planejar e comprar mídia. Essas informações são armazenadas em um banco de dados AAM, disseminadas por vários provedores de dados complementares do setor (como Gfk MRI e Kantar Media SRDS) e alimentadas diretamente a bancos de dados proprietários de muitas grandes agências de publicidade e profissionais de marketing do cliente. 
A organização está sediada em Arlington Heights, Illinois, com escritórios adicionais na Cidade de Nova Iorque e Toronto. 

## Assinatura
A associação está aberta a todos os editores, empresas de mídia digital, anunciantes e agências de publicidade. Além disso, qualquer pessoa, empresa ou empresa que exija acesso aos dados de mídia pode solicitar uma associação associada. A AAM atua como um fórum do setor, conectando anunciantes, agências de publicidade e editores para discutir questões e tendências e estabelecer padrões. 